# Port-Gentil
Port-Gentil je luka i drugi po veličini grad u Gabonu. Sjedište je provincije Ogooue-Maritime i departmana Bendje. Centar je gabonske industrije drva i nafte, po čemu je svjetski poznat. Leži na otoku Mandji, na ušću rijeke Ogooué u Atlantski ocean, 350 km jugozapadno od glavnog grada, Librevillea.
Grad su 1873. osnovali Francuzi. Krajem 19. stoljeća bio je baza istraživača de Brazze za njegove pohode u unutrašnjost Afrike. Nakon što je 1894. uspostavljena carinska ispostava, luka je postala važan centar trgovine gumom, bjelokošću i drvom. Od 1900. godine nosi ime Port-Gentil, prema francuskom kolonijalnom upravitelju Émileu Gentilu. Nagli razvoj doživljava nakon što je tvrtka Elf 1920-ih započela s eksploatacijom nafte u ovom području. Danas se tu nalazi rafinerija nafte, a dobar dio stanovništva čine radnici u naftnoj industriji iz cijeloga svijeta.
Port-Gentil poznat je, osim po naftnoj industriji, i po činjenici da je jedan od najskupljih gradova svijeta. Lokalne znamenitosti uključuju bogat noćni život, terene za golf, zoološki vrt te brojne hotele i kasina.
Prema popisu iz 1993. godine, Port-Gentil je imao 79.225 stanovnika.

## Vanjske poveznice

### Ostali projekti
|  | Zajednički poslužitelj ima još gradiva o temi Port-Gentil |